# Història de Moldàvia
El territori de l'actual Moldàvia va ser habitat en l'Antiguitat pels dacis. Situada sobre una ruta estratègica entre Àsia i Europa, Moldàvia ha estat víctima de nombroses invasions, incloent el Rus de Kíev i els mongols.

## Principat de Moldàvia
A l'edat mitjana tardana Moldàvia comprenia tot el territori poblat majoritàriament per romanesos situat entre les muntanyes Carpats a l'oest i el riu Dnièster a l'est. Al segle xiv, tenint per nucli la Bucovina, es va constituir el principat de Moldàvia, que va ser vassall del Gran Ducat de Lituània en la primera part del segle xv i envaït i ocupat pels turcs el 1512. La família de beys (espècie) de virreis cognomenada Basarab al servei de l'anomenada «Sublim Porta» (Imperi Otomà) va donar el nom al sector de Moldàvia situat al nord-est del riu Codrii, sorgint així la província de Bessaràbia, que incloïa gairebé la totalitat de l'actual República de Moldàvia, encara que també alguns districtes cap al sud (que després del 1947 van passar a Ucraïna). D'aquesta manera es va conformar la part oriental del principat de Moldàvia. Aquest es va tornar tributari de l'Imperi Otomà, tenint com a límit oriental al Jedisan i septentrional a Podòlia, encara que el 1812 el Tractat de Bucarest va transferir Bessaràbia a Rússia com un dels Principats danubians. La part occidental de Moldàvia va esdevenir més tard en part de Romania. La Guerra de Crimea va fer retrocedir les fronteres russes a la regió, encara que Bessaràbia (el territori és el que forma amb la Transnístria la major part de l'actual república de Moldàvia) es va mantenir sota control rus.

## Moldàvia soviètica
Després de la Revolució Russa, Bessaràbia va ser ràpidament convertida en una república independent el 1918. Com la majoria de la població era d'ètnia romanesa, Sfatul Ţării (El Consell del País, en romanès) va votar la Unió amb Romania, el 1918, i només la petita franja de la Transnístria va quedar dins de l'URSS.
El pacte Molotov-Ribbentrop va permetre a la Unió Soviètica prendre Bessaràbia al juny de 1940 i, tot i ser expulsades novament el 1941 després de l'Operació Barbarroja, les tropes soviètiques van recuperar l'àrea a l'agost de 1944. Sota el govern soviètic, les regions del nord i del sud habitades per ucraïnesos i romanesos van ser transferides a Ucraïna, i Transnístria (amb una important població ucraïnesa i russa) es va unir amb la resta en una república soviètica anomenada República Socialista Soviètica de Moldàvia, la qual ocupava l'actual territori de la República de Moldàvia.

## Moldàvia independent
Quan la Unió Soviètica va desaparèixer, l'agost de 1991, Moldàvia es va proclamar independent, convertint-se en membre de la Comunitat d'Estats Independents al desembre d'aquest mateix any, igual que la majoria de les anteriors repúbliques soviètiques. El primer president de la Moldàvia independent va ser Mircea Snegur. Al principi hi va haver un moviment pro-reunificació amb Romania, però un referèndum al març de 1994 va rebre una enorme majoria de vots a favor de la conservació de la independència. Aquest mateix any, la nova Constitució de Moldàvia, amb vista a acomodar les minories russa, ucraïnesa i gagauza, reconeix la creació de les seves pròpies entitats territorials dins de l'estructura nacional de la República de Moldàvia, permetent la creació d'organismes legislatius propis, govern i competències lingüístiques. De la mateixa manera, es permetia per a aquests territoris la secessió si Moldàvia s'unís a Romania.
Les eleccions presidencials de 1996 van resultar propícies per als agraris i els socialistes, principals partits de l'esquerra moldava, i Petro Lucinschi va ser nomenat President de la República, amb un 54% dels sufragis. Des del principi del seu mandat, Lucinschi va tractar de solucionar el problema, ja endèmic, de Transnistria, apropant posicions amb la Federació Russa. No obstant això, les converses entre els nacionalistes de Transnístria i els representants de la República de Moldàvia continuen sent intermitents i poc productives, malgrat l'ampli grau d'autonomia que l'Estat moldau ha atorgat a aquest territori.
Les eleccions legislatives celebrades el 1998 van estar caracteritzades per la solitud en què es va quedar el partit guanyador, el Partit Comunista de la República de Moldàvia, que no va poder formar govern. Bona part dels partits restants de la càmera es van unir entorn del Bloc per a una Moldàvia Pròspera i a la Convenció Democràtica, formant un govern de coalició.
La manca d'acords, la crispació política i el fracàs a l'hora de triar un nou President de la República van provocar la convocatòria d'eleccions anticipades per al 25 d'abril del 2001. El Partit dels Comunistes de la República de Moldàvia, amb Vladimir Voronin i Vasile Tarlev al capdavant, va obtenir una important victòria electoral, aconseguint la meitat dels vots emesos i obtenint la majoria absoluta a la cambra. Voronin es va convertir en President de la República de Moldàvia i Tarlev en Primer Ministre. El partit va començar un confús procés de reformes econòmiques i socials. Els esforços del govern també es van orientar a l'intent d'introduir l'idioma rus com a segona llengua oficial, que va tenir com a conseqüència la creació de conflictes interètnics. El distanciament de Moldàvia pel que fa a la resta del món ha estat, però, un creixent problema en l'assumpte de Transnístria. Els comunistes van revalidar la majoria absoluta en les eleccions del març del 2005, encara que van reduir el seu nombre de representants a la cambra de 71 a 56.
En les eleccions parlamentàries d'abril del 2009, el Partit dels Comunistes de la República de Moldàvia va vèncer novament amb un 49,92% de suport i 62 escons a la cambra parlamentària. Els líders opositors van protestar contra el resultat, dient que era fraudulent i exigint una nova elecció. El 6 d'abril diverses organitzacions i partits d'oposició van organitzar una protesta a Chisinau, que va derivar en rebel·lió quan un grup dels manifestants va atacar les oficines presidencials i va irrompre al Parlament, saquejant i incendiant diverses plantes de l'edifici. La policia va reprendre el control en la nit del 7 al 8 d'abril. El govern, incloent-hi el president Voronin, va qualificar les protestes de temptativa de cop d'Estat i va acusar Romania d'organitzar-les.
Els comunistes van obtenir novament la majoria, encara que afeblida, amb 48 escons sobre 101. El president Vladimir Voronin va renunciar, confiant en la resolució de l'estancament polític en què el país havia ingressat. A l'agost, els quatre partits de l'oposició van concretar una aliança que els va permetre imposar com a primer ministre a Vlad Filat sota la presidència Mihai Ghimpu, qui va assumir interinament. El PCRM va ser apartat del govern, tot i haver obtingut el triomf en les últimes eleccions.
El novembre de 2010 es van celebrar noves eleccions, en les quals els comunistes van reunir el 39,3% dels vots, novament sent la formació política més votada. Però els partits que componen l'Aliança per a la Integració Europea (AIE): Partit Liberal Democràtic, Partit Democràtic i Partit Liberal van rebre 52,1% vots en conjunt. L'Aliança no va aconseguir els escons necessaris per a la investidura (61 de 101).
L'excomunista Marian Lupu (líder del Partit Democràtic) li va tancar les portes a un acord amb el PCRM. En lloc d'això, va acordar amb els altres partits de l'Aliança, la investidura d'un govern interí. Marian Lupu va ser proclamat president interí el gener de 2011. D'aquesta manera, es perllongava l'estancament polític-administratiu.
Tot i que la Constitució atorgava un any d'interinitat al president, l'Aliança per a la Integració Europea va aconseguir, per fora de tots els terminis, el suport de tres diputats que havien defecat del PCRM, però que no van abandonar les seves banques. Així, va aconseguir 62 vots per elegir Nicolae Timofti president per un període efectiu. L'oposició va denunciar que l'Aliança havia incomplert els terminis legals i que s'havien de realitzar nous comicis. Un moviment de protesta es va estendre per Moldàvia, amb la celebració d'un Congrés Cívic el 1r de Maig, encapçalat pel Partit dels Comunistes de la República de Moldàvia.
El primer ministre Valeriu Streleț va ser destituït pel Parlament el 29 d'octubre de 2015 enmig d'una onada de protestes que van durar 3 mesos i el president Nicolae Timofti va vetar la candidatura de Vladimir Plahotniuc afirmant que no reunia "els criteris d'integritat necessaris", i el Partit Democràtic de Moldàvia (PDM) va acordar amb el Partit Liberal Democràtic de Moldàvia (PLDM) i el Partit Liberal (PL) investir primer ministre a Pavel Filip, que el 15 de gener va rebre l'aval de Timofti. El govern de Filip es va veure sacsejat per diverses dimissions de ministres per afers de corrupció. El maig del 2017 el PL de Mihai Ghimpu va abandonar el govern en protesta per la detenció per corrupció de Dorin Chirtoaca, l'alcalde de Chisinau i Filip va incorporar al govern el Partit Popular Europeu de Moldàvia. El 27 de juliol de 2017 el primer ministre va sobreviure amb comoditat a una moció de censura, i el govern va arribar al final de la legislatura, però Filip no va optar a la reelecció.

### Crisi constitucional de 2019
Com a resultat de les eleccions legislatives de Moldàvia de 2019, el 8 de juny Maia Sandu del Partit d'Acció i Solidaritat va ser escollida Primera ministra de Moldàvia, i el 9 de juny de 2019 el Tribunal Constitucional va suspendre temporalment el president de Moldàvia, Igor Dodon, dels poders i deures del seu càrrec i un dels aspirants al càrrec de primer ministre a causa de la reticència a dissoldre el parlament tal com va ordenar el Tribunal Constitucional. Pavel Filip, va ser nomenat president en funcions i va emetre immediatament un decret de dissolució del parlament, que el nou govern va considerar il·legal i el 15 de juny de 2019, el Tribunal Constitucional va revisar i declarar constitucionalment creat el Gabinet de Sandu. Sandu fou destituïda en una moció de censura el 12 de novembre d'aquell mateix any i posteriorment substituït per un govern encapçalat per Ion Chicu. El motiu de la caiguda del govern va ser l'esborrany de llei assumit pel govern per delegar una part de les seves competències plenàries al primer ministre per proposar una "llista curta" amb els candidats al càrrec de fiscal general.
Chicu va dimitir el 23 de desembre de 2020 enmig de les protestes que reclamaven eleccions parlamentàries anticipades i va ser substituït per Aureliu Ciocoi el 31 de desembre de 2020. Després de l'expiració del termini constitucional i dos intents fallits d'obtenir l'aprovació parlamentària dels gabinets proposats, el Tribunal Constitucional va decidir el 15 d'abril que es donaven les circumstàncies que justificaven la dissolució del Parlament i la presidenta Maia Sandu va signar el decret de dissolució del Parlament el 28 d'abril convocant eleccions parlamentàries anticipades, que va guanyar el Partit d'Acció i Solidaritat de Sandu per majoria absoluta, escollint Natalia Gavrilița com a primera ministra.
Al juny de 2023, Moldàvia va rebre l'estatus de candidat a la membre de la Unió Europea, juntament amb Ucraïna, i Gavrilița va dimitir el 10 de febrer de 2023 després de no aconseguir que es promulgués el seu paquet de reformes.